# 井上正建
井上 正建（いのうえ まさのり、安永5年9月14日（1776年10月25日） - 文化14年8月6日（1817年9月16日））は、常陸下妻藩の第7代藩主。第5代藩主・井上正棠の次男。官位は従五位下、左近将監。
寛政12年（1800年）、兄・正広の死去により跡を継ぐ。文化13年（1816年）9月14日、養嗣子の正廬に家督を譲って隠居し、文化14年（1817年）8月6日に42歳で死去した。法号は義賢院映徳日進。墓所は東京都台東区の谷中霊園。

## 系譜
父母
- 井上正棠（実父）
- 井上正広（養父）

養子
- 井上正廬 - 松平忠馮の次男